# Метод дзеркальних зображень
Метод дзеркальних зображень є методом розрахунку фізичного поля (переважно електричного та магнітного), наведеного активними поверхнями, за допомогою дзеркальних зображень джерел цього поля. Справедливість методу доводиться за допомогою теореми єдиності (унікальності) розв'язку відповідного диференційного рівняння (рівняння Пуасона, у випадку електростатики) за певних граничних умов.

Рис. 1. Позитивний заряд над поверхнею провідника та його зображення. Показано лінії електричного поля.

В електростатиці, метод дозволяє легко розрахувати розподіл електричного поля в об'ємі між сукупністю електричних зарядів та металічними поверхнями (поверхнями що проводять електричний струм) певної форми. У найпростішому випадку електричного заряду над пласкою поверхнею провідника (Рис. 1), електричне поле між зарядом та поверхнею є ідентичним полю між цим зарядом та його протилежно зарядженим дзеркальним зображенням. Обґрунтованість такої заміни випливає з умови відсутності тангенційної до поверхні провідника компоненти електричного поля, чи, іншими словами, еквіпотенційності провідників. Звідси також очевидно, що сила взаємодії між зарядом та незарядженим провідником є притягальною.

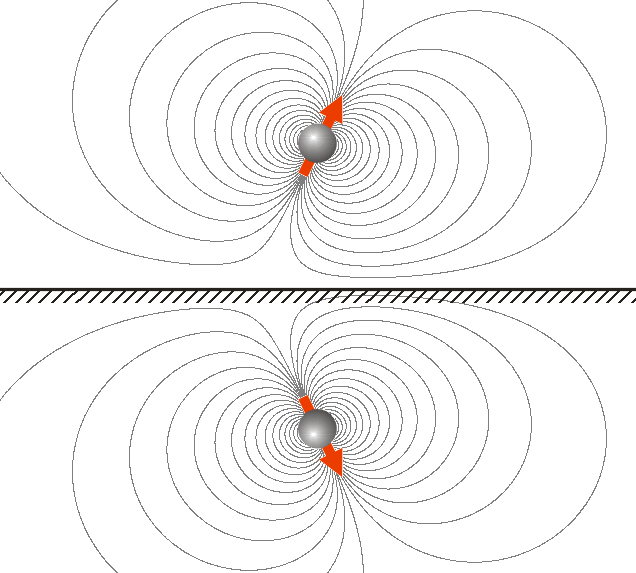
Рис. 2. Магнітний диполь над поверхнею ідеального надпровідника та його зображення. Показано лінії індукованого ними магнітного поля.

В магнітостатиці, метод дозволяє розраховувати магнітне поле в об'ємі між сукупністю магнітних диполів (або будь-яким джерелом зовнішнього магнітного поля) та поверхнею ідеального надпровідника (див. ефект Мейснера). Тут, у найпростішому випадку магнітного диполя над пласкою поверхнею надпровідника (Рис. 2), поле від екранувальних надпровідних струмів поза надпровідником є еквівалентним полю віддзекраленого диполя. Обґрунтованість витікає з умови відсутності нормальної компоненти магнітного поля на поверхні надпровідника. Сила взаємодії між магнітом на ідеальним надпровідником є відштовхувальною. Існує також узагальнення методу, метод застиглих дзеркальних зображень, що поширюється на надпровідники II-го роду з сильним пінінгом (див. Ідеально жорсткий надпровідник).
Також метод часто використовують для розрахунку інших полів, наприклад потоків рідини чи тепла.

## Дивись також
- Рівняння Пуасона
- Електричне поле
- Магнітне поле
- Надпровідність
- Ефект Мейснера